# Czesław Tarkowski
Czesław Tarkowski (ur. 5 czerwca 1926 w Motyczu, zm. 15 lipca 2023) – polski agronom, dr hab., prof.

## Życiorys
W 1953 ukończył studia Uniwersytecie Marii Curie-Skłodowskiej w Lublinie (mgr inż. wydziału rolniczego). Obronił pracę doktorską, następnie uzyskał stopień doktora habilitowanego. W 1971 nadano mu tytuł profesora w zakresie nauk rolniczych. Pracował w Instytucie Genetyki i Hodowli Roślin na Wydziale Rolniczym Akademii Rolniczej w Lublinie.
Piastuje funkcję członka Polskiego Towarzystwa Genetycznego, Lubelskiego Towarzystwa Naukowego, a także członka honorowego Komitetu Biologii Organizmalnej Polskiej Akademii Nauk.
Był honorowym członkiem prezydium Komitetu Fizjologii, Genetyki i Hodowli Roślin Polskiej Akademii Nauk.